# The Little Ones
The Little Ones est un groupe d'indie pop américain, originaire de Los Angeles, en Californie.

## Biographie
The Little Ones est formé par Ed Reyes et Ian Moreno en 2006 à la suite de la séparation de leur groupe précédent, Sunday's Best,. Celui-ci a réalisé un album sur le label Polyvinyl.
David Newton, ancien guitariste de The Mighty Lemon Drops, produit le premier EP six-titres de The Little Ones, intitulé Sing Song. Le disque sort en 2006 sur le label du groupe, Branches Recording Collective,. Il est réédité l'année suivante par Astralwerks, filiale d'EMI, avec en bonus un titre inédit,. En 2006, Matt Costa les invite à faire la première partie de son concert au Bowery Ballroom à New York. L'année suivante, les Little Ones se produisent au festival de Glastonbury. À la fin 2007, ils accompagnent les Anglais de Kaiser Chiefs (ainsi que le groupe We Are Scientists) lors de leur tournée au Royaume-Uni.
Peu après la sortie du single Ordinary Song, au début de 2008, ils sont remerciés par leur label américain, dont la maison mère EMI Group cherche à réduire ses coûts,. Le groupe se produit au festival South by Southwest en mars et effectue une tournée nationale de 30 dates au printemps. Obligés de repousser la sortie de leur premier album, ils décident de commercialiser des titres indédits, enregistrés durant les sessions de l'album, et sortent le EP 6-titres Terry Tales and Fallen Gates sur leur label Branches Recording. Morning Tide est finalement édité en juillet 2008 par le label britannique Heavenly Records. Le disque sort en octobre aux États-Unis sur Chop Shop Records, filiale d'Atlantic. À l'automne, The Little Ones se produisent en Europe, avant de tourner aux États-Unis avec The Walkmen.

## Style musical et influences
Le style des Little Ones leur a valu d'être comparés à plusieurs groupes pop des années 1960 comme les Beach Boys, les Kinks, les Zombies, et à des artistes comme les Shins, ou encore au collectif Elephant Six.

## Membres
Le groupe est formé de Edward Nolan Reyes (guitare, chant), Brian Reyes (basse, claviers), Ian Moreno (guitare, percussions), Lee LaDouceur (basse, claviers, chant) et David Esau à la batterie. Ce dernier a remplacé Gregory Meyer.

## Discographie

### Album studio
- 2008 : Morning Tide

### EP
- 2007 : Sing Song
- 2008 : Terry Tales and Fallen Gates